# KV54
KV54, acrònim de l'anglès King's Valley, és una tomba egípcia de l'anomenada Vall dels Reis, situada a la riba oest del riu Nil, a l'altura de la moderna ciutat de Luxor. És un dels sepulcres que coneguts i més imprecisament datats de tota la necròpolis tebana.
En realitat no és una tomba sinó un petit pou, localitzat a prop de la tomba de Seti I, que va contenir prop d'una dotzena de gerros d'emmagatzematge segellats. Dins d'aquests es van trobar, acuradament embalats, diversos objectes: ceràmica, plats, bosses amb natró, ossos d'animals, pectorals florals i lli, amb inscripcions datades en els últims anys del regnat d'un faraó poc conegut en aquesta època: Tutankamon.